# Municipio de Ben Wade
El municipio de Ben Wade (en inglés: Ben Wade Township) es un municipio ubicado en el condado de Pope en el estado estadounidense de Minnesota. En el año 2010 tenía una población de 250 habitantes y una densidad poblacional de 2,73 personas por km².

## Geografía
El municipio de Ben Wade se encuentra ubicado en las coordenadas 45°42′31″N 95°34′24″O / 45.70861, -95.57333. Según la Oficina del Censo de los Estados Unidos, el municipio tiene una superficie total de 91.61 km², de la cual 88,28 km² corresponden a tierra firme y (3,63 %) 3,33 km² es agua.

## Demografía
Según el censo de 2010, había 250 personas residiendo en el municipio de Ben Wade. La densidad de población era de 2,73 hab./km². De los 250 habitantes, el municipio de Ben Wade estaba compuesto por el 96,8 % blancos, el 0,4 % eran afroamericanos, el 0,4 % eran asiáticos y el 2,4 % eran de una mezcla de razas. Del total de la población el 2,4 % eran hispanos o latinos de cualquier raza.